# Konstantin Tyzenhauz

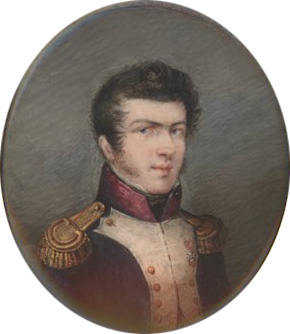
Konstantin Tyzenhaus

Graf Konstantin Tyzenhaus (oder Konstanty Tyzenhauz, Kanstancin (Kanstantyn) Tyzienhaŭz, Constantin Tyzenhauz) (* 23. Maijul. / 3. Juni 1786greg. in Schaludok, Polen-Litauen; 16. Märzjul. / 28. März 1853greg. in Pastawy) war ein polnisch-litauischer Naturforscher und Maler, der in die Familie von Tiesenhausen, einer wohlhabenden und einflussreichen deutschbaltischen Adelsfamilie geboren wurde. Seine Leidenschaft galt insbesondere der Ornithologe und der Oologie.

## Leben und Wirken
Er war Sohn des Grafen Ignacy Tyzenhaus (1760–1822), Anführer der litauischen Infanterie und Marianna geb. Przeździecka (ca. 1760–1843), die eine Tochter des Vizekanzler des Großherzogtum Litauens Antoni Przeździecki (1718–1772) war.
Im Jahr 1812 verließ er sein Elternhaus in Vilnius, um wie viele Landsleute am denkwürdigen Russlandfeldzug teilzunehmen. Die litauische Infanterie hatte sich organisiert und er führte als Offizier am 16. Oktober 1812 das 19. Regiment. Die Restrukturierung der Grande Armée führte ihn schließlich als Führer des 3. Detachement der polnischen Ehrenlegion nach Sedan und später nach Leipzig, wo er tapfer als Teil des 1. Detachement der Garde von Józef Antoni Poniatowski kämpfte. Darauf wurde er zum Oberst der Armee des Herzogtums Warschau ernannt.
Am 10. August 1813 wurde er von Hugues-Bernard Maret, Herzog von Bassano als Chevalier de la Légion d’Honneur ausgezeichnet. Im Januar 1814, nachdem er wichtige Aufgaben für General Jan Henryk Dąbrowski in Charleville erledigt hatte, verabschiedete er sich aus der Armee und zog nach Clémont. Nach der Generalamnestie von Polen durch Alexander I. kehrte er schließlich auf seinen Landsitz in Litauen zurück. Dort widmete er sich seinen eigentlichen Leidenschaften den Büchern, dem Schreiben und seinem Cello.
Konstantin Tyzenhaus war mit Waleria Wańkowicz (etwa 1800–1840) verheiratet und hatte mit ihr zumindest vier Kinder.

## Die Naturwissenschaft und die Kunst
Nach der Rückkehr in seine Heimat widmete er sich vorwiegend der Naturkunde und machte sich auf diesem Gebiet einen Namen als Experte. So machte er hier auf dem Feld der Kunst und Wissenschaften Litauens nach seiner Militärzeit eine zweite Karriere. Er folgte der Tradition seines Großonkels Antoni Tyzenhaus (1733–1785), der Schatzmeister des Großfürsten von Litauen Stanislaus II. August Poniatowski und Regierender von Hrodna war. Auf dessen Einladung kam der französischen Botaniker Jean-Emmanuel Gilibert nach Hrodna um den Gilibert-Park anzulegen. Dieser gründete dort 1775 ehemalige Medizinische Akademie. Neben Konstantin konkurrierten auch weitere Neffen von Antoni Tyzenhaus um wissenschaftlichen Ruhm.
Konstantin Tyzenhaus wurde zunächst in Warschau ausgebildet, bevor er der Kaiserlichen Universität von Vilnius gelegentliche Kurse in Naturwissenschaft abstattete. In dieser Zeit verfestigte sein Bestreben als freier ungebundener Geist die Naturwissenschaften zu studieren. Er legte sich eine in seinem Schloss in Pastawy eine bedeutende Sammlung polnischer Tierpräparate zu und spezialisierte sich insbesondere auf die Avifauna.
Als geschickter Zeichner und Kunstsammler beherrschte er das Handwerk des Malens und Zeichnens. So schmückte er seine Salons mit mehr als dreihundert Gemälden von namhaften Künstlern, Bilder die er auf seine Auslandsreisen erworben hatte. Dazu legte er sich eine prächtige und große Bibliothek an, die viele Meisterwerke antiker und moderner Literatur beinhaltete. Das Familienarchiv aus dem Jahre 1260 bestand aus einer bewundernswerten Sammlung aus Drucken und Stichen. Darunter waren wertvolle Vogeltafeln von Conrad Gessner, Ulisse Aldrovandi, John Ray und Peter Simon Pallas bis hin zu Georges-Louis Leclerc de Buffon, Marc Athanase Parfait Œillet Des Murs und John James Audubon. Alle studierte er intensiv und versah sie mit seinen Kommentaren. Von allen Zweigen der Naturkunde war er insbesondere von der Ornithologie in den Bann gezogen. Dabei hatte er seit seiner Kindheit ein Talent fürs Zeichnen und war in Warschau Schüler von Jan Piotr Norblin und Aleksander Orłowski sowie in Vilnius von Jan Rustem. In seinen publizierten Büchern finden sich hunderte von Zeichnungen über die Vögel Litauens. In seiner Galerie, die systematisch nach den Vorgaben von Coenraad Jacob Temminck geordnet war, befanden sich dreitausend Vogelpräparate aus aller Welt. Dazu hatte er eine Sammlung aller Vogeleier Litauens und Neurusslands. Da sein Interesse an der Ornithologie auch während seiner Militärzeit nicht ablegte, erlernte er bereits in Paris das Ausstopfen von Vögeln. Dazu kommunizierte er mit Ludwig Heinrich von Bojanus, der zwischen 1822 und 1824 das zoologische Museum der Universität von Vilnius reorganisierte.
Als aufmerksamer Forscher beschränkte er sich nicht nur aufs Sammeln. Mit einem erstaunlichen Gedächtnis und scharfem Verstand konnte er den wissenschaftlichen Wert seine Beobachtungen gut einordnen. So erwarb er sich schnell einen guten Ruf unter den europäischen Gelehrten.
Als er in seinen Wäldern den Bartkauz (Strix nebulosa lapponica) entdeckt, nannte er diese Unterart Strix microphthalmos und schickte ein Manuskript mit Zeichnung und Beschreibung an die Société royale des amis des sciences et des lettres de Varsovie, für das er 1830 Mitglied der Gesellschaft wurde. In einem Artikel aus dem Jahr 1851 in Revue et magasin de zoologie arbeitete er schließlich die Unterschiede zwischen der Nominatform und der Unterart heraus und betrachtet beide als eigene Arten. Sein erstes Buch Zasady ornitologii und sein Wissen in der vergleichenden Medizin brachten ihm 1839 und 1848 die Mitgliedschaft in der Académie et la Société de médecine impériale de Vilna. 1843 wurde Tyzenhaus von Anton Waga (1799–1890) als Mitglied Nummer 275 der Société Cuvierienne vorgestellt. Zwei Jahre später wird er von der Société des naturalistes de Riga für einen Bericht über einen Regen von Insekten zum Mitglied, 1847 von der Société d'agriculture de Lemberg für einen Bericht über eine schädliche Raupe für den Weizen, ernannt. Auch bei der Société scientifique de l'Université des Jagellons in Krakau und der Gesellschaft Naturforschender Freunde zu Berlin war er Mitglied.
Tyzenhaus korrespondierte mit dem Natural History Museum in London, dem Naturhistorischen Museum Wien, aber auch mit Forschern wie Adolphe Delattre, Édouard Verreaux, Martin Hinrich Lichtenstein, Ludwig Reichenbach, Adolf Eduard Grube, Karl Eduard Eichwald, Johann Jakob Heckel und vielen mehr. Dabei kam ihm zugute, dass er neben seiner Muttersprache Polnisch auch in Französisch, Deutsch, Italienisch und Latein kommunizieren konnte. Dies half ihm bei seinen zahlreichen Reisen u. a. 1829 nach Wien, 1840 nach Warschau, 1842 nach Dresden, Leipzig und Berlin und 1844 nach Wien, Mailand und Venedig um seine Wissenschafts- und Kunstsammlung zu erweitern.
Seine letzte wissenschaftliche Reise im Jahr 1851 führte ihn nach Odessa. Später erlaubtem ihm sein Alter und Gesundheitszustand keine weiteren Reisen mehr. Stattdessen schickte er 1852 seinen Museumskurator Michał Skinder auf Expedition nach Bessarabien und die Krim. Als Ausbeute der Reise brachte dieser ihm fünfhundert Vogelbälge und dreihundert Eier zurück.
Tyzenhaus war ein fortschrittlicher Geist, der auch kritische ornithologische Abhandlungen von Gustav Hartlaub oder Charles Lucien Jules Laurent Bonaparte mit Hingabe las.
Neben der Wissenschaft spielte er mehrere Instrumente und galt als echter Virtuose am Violoncello. Dazu liebte er das Malen von Aquarellen. Als er auf dem Weg nach Sankt Petersburg war, besuchte er die Bastionen von Narva, die er auch skizzierte. Da es sich um Militär strategische Gebäude handelte, musste er sich hierfür einige Stunden einem Verhör stellen. Auch auf seinen Jagden entstanden viele neue Zeichnungen.
Zwischen 1850 und 1853 publizierte er 73 Tafeln mit Vogeleiern aus Litauen, die in 8 Lieferungen erschienen und aus der Bewunderung für Temminck entstand. Erst Postum erschienen 1862 weitere 170 Tafeln mit polnischen Vogeleiern zu denen Władysław Taczanowski den Text lieferte. Sein Catalogus Avium et Mammalium, quae habitant in regionibus Europae wurde 1931 überarbeitet und erneut publiziert.
Seine Sammlung aus ca. 3000 meist selbst präparierten Vögeln, sowie seine stattliche Eiersammlung verkam nach seinem Tode bis auf wenige Exponate, die im Museum von Vilnius landeten.

## Soziales Engagement
1834 setze er sich ehrenamtlich für das Gefängnis von Dsisna und Kaunas sowie für ein gemeinnütziges Haus in Vilnius ein. Er war Mitglied des Justizrats für öffentliche Bildung und zwischen 1839 und 1841 Kurator des Minsker Gymnasiums. Das Land unter seiner Verwaltung mit 20.000 Einwohnern galt als Vorbild in der Region in Bezug auf Organisation und Erhaltung. Potstwany wurde als eines der besten Gestüte in Litauen bekannt. In Rakichki, das Tyzenhauz verwaltete, entstand eine Flachs-Produktionstätte. Die Qualität der Produkte war so gut, dass man den Namen Tyzenhaus selbst auf den Märkten Englands kannte. Hier auf dem Schloss von Rakichki entwickelte und führte er auch neues landwirtschaftliche Geräte und Maschinen ein. Zudem war er immer bereit jedem seinen Rat in medizinischen und veterinärmedizinischen Fragen zukommen zu lassen.

## Dedikationsnamen
Stanisław Batys Gorski (1802–1864) widmete ihm 1852 die Gattung Tyzenhauzia für seine für die Wissenschaft neu beschriebener Art Tyzenhauzia vespiformis, die heute ein Synonym für die Schwebfliegenart Sphecomyia vespiformis ist. Außerdem waren zwei Pflanzentafeln mit den Namen Potamogeton tyzenhauzii und Chara Tyzenhauzii von Gorski in der Vorbereitung, die aber nie publiziert wurden.

## Publikationen (Auswahl)
- O owadach zasiewom szkodliwych. In: Tygodnik Rolniczo-Technologiczny. Band 4, Nr. 41, 1838, S. 317–319 (bc.wbp.lublin.pl).
- Zasady ornitologii, albo nauki o ptakach obejmujące: rys postępu jej literatury, taxonomią, glossologią i terminologią. Nakład autora, Vilnius 1841.
- Ornitologia powszechna, czyli Opisanie ptaków wszystkich części świata. Band 1. Drukiem Teofila Glücksberga, Vilnius 1843.
- Ornitologia powszechna, czyli Opisanie ptaków wszystkich części świata. Band 2. Drukiem Teofila Glücksberga, Vilnius 1844.
- Ornitologia powszechna, czyli Opisanie ptaków wszystkich części świata. Band 3. Drukiem Teofila Glücksberga, Vilnius 1846.
- Remarques sur les Aigles d'Europe. In: Revue Zoologique par La Société Cuvierienne. Band 9, 1846, S. 322–326 (biodiversitylibrary.org).
- Über die Wichtigkeit der Oologie für gesammte Ornithologie. In: Rhea: Zeitschrift für die gesammte Ornithologie. Nr. 1, 1846, S. 11–17 (biodiversitylibrary.org).
- Notice sur la coloration accidetelle rose des canards sauvage. In: Revue Zoologique par La Société Cuvierienne. Band 10, 1847, S. 273–275 (biodiversitylibrary.org).
- Catalogus Avium et Mammalium, quae habitant in regionibus Europae, positis inter gradum 46–57° latitudinis septentrionalis et 35–55° longitudinis a Ferro. NA, Riga 1848.
- O orłach europejskich, czyli uwagi nad niektórymi ptakami drapieżnymi w Europie. NA, Vilnius 1848.
- Notice sur une pluie d'insectes observée en Lithuanie le 24 janvier 1849. In: Revue et magasin de zoologie pure et appliquée (= 2). Band 1, 1849, S. 72–76 (biodiversitylibrary.org).
- Notice sur le Myoxus Dryas, reconnu comme espèces européenne, suivie de quelques observations sur les Loirs d'europe à l'état de domestication. In: Revue et magasin de zoologie pure et appliquée (= 2). Band 2, 1850, S. 359–369 (biodiversitylibrary.org).
- Sur la différence spécifique entre la Chouette grise (Strix cinerea) et la Chouette lapone (S. laponia) des auteurs, suivie d'une rectification du double emploi de la Grue à nuque blanche (Grus leucauchen, Temm.). In: Revue et magasin de zoologie pure et appliquée (= 2). Band 2, 1851, S. 571–577 (biodiversitylibrary.org).
- Planches ovologiques coloriées pouvant servir d'atlas à l'ouvrage de Temminck 1850–1853. NA, Paris 1853.
- mit Władysław Taczanowski: Oologia Ptakow Polskich, wystawiona na 170 tablicach : do których opisy uiozl. W. Drukarni Gazety Polskiéj, Warschau 1862 (rcin.org.pl [PDF; 55,0 MB]).
- mit Władysław Taczanowski: Oologia Ptakow Polskich, (Atlas). W. Drukarni Gazety Polskiéj, Warschau 1862 (rcin.org.pl [PDF; 11,6 MB]).